# Kanagamakalapalli, Bagepalli
Kanagamakalapalli là một làng thuộc tehsil Bagepalli, huyện Chikkaballapur, bang Karnataka, Ấn Độ.